# Salvador María de Fábregues
Salvador María de Fábregues fue un escritor español del siglo XIX.

## Biografía
Nacido en 1839 en Valencia, fue allí director de La Ilustración Popular y El Recreo de las Familias (1871). Fue autor de títulos como El libro de los reyes, apuntes... de los soberanos de España (Valencia, 1867), Leyendas y tradiciones (Valencia, 1874), Novelas cortas (Barcelona, 1890), Los hijos de D. Silvestre (juguete, 1893) y La ciega avaricia (1902).